# To Rome with Love
To Rome with Love ist ein US-amerikanischer Film des Regisseurs Woody Allen aus dem Jahr 2012. Der Film feierte am 13. April 2012 seine Premiere in Italien und kam am 30. August im Verleih von Tobis Film in die deutschen Kinos.

## Handlung
Gerahmt durch eine Vorrede, in der ein römischer Verkehrspolizist auftritt, und einen Epilog, den ein Anwohner der Spanischen Treppe spricht, besteht der Film aus vier nicht miteinander zusammenhängenden Episoden, die im steten Wechsel erzählt werden. Die Episode von Antonio und Milly beschränkt sich auf einen Tag, alle anderen erstrecken sich über längere, nicht näher bestimmte Zeiträume.
Die amerikanische Touristin Hayley lernt den jungen Römer Michelangelo kennen und verlobt sich mit ihm. Um den Schwiegersohn und seine Familie kennenzulernen, reisen ihre Eltern an, die Psychiaterin Phyllis und der gescheiterte Opernregisseur im Ruhestand Jerry. Michelangelos Vater Giancarlo, ein Bestattungsunternehmer, verfügt zwar über eine begnadete Stimme, kann sie aber nur unter der Dusche entfalten. Jerry arrangiert eine Opernvorstellung, bei der er das neu entdeckte Talent in einer Duschkabine auftreten lässt. Während die Kritiker die Stimme feiern, verreißen sie die Inszenierung. Giancarlo gibt sich mit seinem Erfolg zufrieden und kehrt in das Bestattungsgeschäft zurück.
Antonio und Milly kommen aus der Provinz nach Rom, um dort ihre Flitterwochen zu verbringen und um  Antonios Verwandte zu treffen, die ihm zu einer Karriere in Rom verhelfen sollen. Während Milly sich auf der Suche nach einem Friseur in der Stadt verirrt, drängelt sich die Prostituierte Anna irrtümlich in Antonios Hotelzimmer und bringt ihn vor seinen Verwandten in eine kompromittierende Situation. Um sich zu retten, gibt er Anna als seine frischgebackene Ehefrau Milly aus. Die wahre Milly hat in der Zwischenzeit den Schauspieler Luca Salta bei Dreharbeiten getroffen und lässt sich von Salta zum Essen ausführen. Antonio besucht mit Anna und den Verwandten zufällig dasselbe Restaurant, versteckt sich aber vor seiner Frau. Anna gelingt es, Millys Tugendhaftigkeit in Zweifel zu ziehen und Antonio zu verführen. Indessen ist Milly Luca auf sein Hotelzimmer gefolgt und bereit, seinem Werben nachzugeben, als ein bewaffneter Räuber sie bedroht, dann steht auch noch Lucas Ehefrau mit einem Privatdetektiv vor der Tür. Um die Ehefrau abzuwimmeln, posieren Milly und der Verbrecher als überraschtes Paar. Dadurch kann Luca unentdeckt entkommen und Milly gibt sich dem Räuber hin. Als sich Milly und Antonio später in ihrem Hotelzimmer wieder treffen, verwirft Antonio alle Pläne in Rom und erklärt, lieber in der Provinz bleiben zu wollen. Milly stimmt widerstrebend zu.
John Foy besucht mit seiner Frau und mit Freunden zum Abschluss eines Urlaubs noch einmal Rom, wo er als junger Mann gelebt hat, und ergeht sich in seinen Erinnerungen. In der Rolle des Beobachters und erfolglosen Ratgebers begleitet er sein jugendliches Alter Ego, den Architekturstudenten Jack. Dieser lebt mit Sally zusammen, die Besuch von ihrer Freundin Monica erhält, einer glücklosen Schauspielerin mit Hang zur Selbstdarstellung und amourösen Abenteuern. Trotz ihrer offensichtlichen Manipulationen beginnt Jack eine Affäre mit ihr und plant eine gemeinsame Zukunft, doch gerade als er sich von Sally trennen will, bekommt Monica eine Filmrolle angeboten und verschwendet keinen Gedanken mehr an Jack.
Leopoldo Pisanello ist ein einfacher Angestellter, der zwar zu allem eine Meinung hat, ohne jedoch von seiner Umwelt irgendwie beachtet zu werden. Über Nacht wird er ohne ersichtlichen Grund zur Berühmtheit, er wird befördert, von Paparazzi belagert und ständig zu allen noch so trivialen Details seines Lebens interviewt. Er hat Affären mit mehreren Frauen. Nach kurzer Zeit jedoch belastet ihn seine Popularität und er ist hocherfreut, als sich die Aufmerksamkeit eines Tages schlagartig wieder von ihm abwendet. Wenig später erleidet er allerdings einen Zusammenbruch und versucht, mitten auf einer befahrenen Straße auf sich aufmerksam zu machen. Erst als eine Passantin ihn erkennt und um ein Autogramm bittet, beruhigt er sich wieder.

## Kritik
„Ein Reigen voller Irrungen und Wirrungen sowie mit originellen, witzigen Szenen, wobei sich die Figuren und Episoden angesichts ihrer Vielzahl freilich nicht richtig entfalten können. So bleibt der Film trotz schöner Details ein etwas lauer Spaziergang durch die italienische Metropole.“

„Anders als Woody Allens Paris wird Rom jedoch nicht zum mythischen Ort. Auch die altersweisen Erkenntnisse – über die Schattenseiten der Prominenz oder das Ausmaß an Selbsttäuschung bei jungen Liebenden – sind eher trivial. So hat Allen von seinem jüngsten Europatrip nur eine halbwegs vergnügliche Sammlung von Kurzgeschichten mitgebracht.“

## Hintergrund
Erstmals seit Scoop stand Woody Allen auch wieder selbst vor der Kamera. Und erstmals seit langem wird Allen nicht mehr von Wolfgang Draeger synchronisiert.
Die Antonio-und-Milly-Episode ist inspiriert durch Fellinis Film Die bittere Liebe (1952).

## Sonstiges
Bei einer Großaufnahme des Kolosseums wird durch die Arkadenbögen des zweiten Geschosses der Schriftzug „NERONE“ sichtbar. Dabei handelt es sich um Schautafeln der  Wechselausstellung vom 1. April bis 18. September 2011, die dem römischen Kaiser Nero gewidmet war. Nero Fiddles war ein für diesen Film vom Regisseur erwogener, aber zuletzt verworfener Titel.